# Eimeria gallopavonis
Eimeria gallopavonis nnależy do królestwa protista, rodziny Eimeriidae, rodzaj Eimeria. Wywołuje u indyków chorobę pasożytniczą - kokcydiozę. Eimeria gallopavonis pasożytuje w jelicie biodrowym, jelicie ślepym oraz w odbytnicy.